# البية
البية قرية سورية تتبع ناحية حربنفسه في محافظة حماة، تبعد عنها 19 كم باتجاه الجنوب الغربي وتبعد عن طريق حماة-حمص 6 كم تقريباً. بلغ عدد سكانها 1703 نسمة في 2004  وتشتهر القرية بالزراعة عموما وزراعة أشجار الزيتون والحمضيات وزراعة اليانسون والقمح خصوصاً.
يوجد في القرية كنيستين قائمتين:
- كنيسة التجلي
- كنيسة السيدة العذراء(الأثرية).

كما اكتشف مؤخرا مجموعة من الكنائس تعود إلى العهد البيزنطي، ومؤخراً افتتح فيها عدة مقالع لاحجار البازلت القاسي.